# Kreis Mendrisio
Der Kreis Mendrisio bildet zusammen mit den Kreisen Balerna, Caneggio, Riva San Vitale und Stabio den Bezirk Mendrisio des Kantons Tessin in der Schweiz. Der Sitz des Kreisamtes ist in Mendrisio.

## Gemeinden
Der Kreis setzt sich aus folgenden Gemeinden zusammen:
| Wappen    | Name der Gemeinde | Einwohner (Dez. 2018) | Fläche in km² | BFS-Nr |
| --------- | ----------------- | --------------------- | ------------- | ------ |
| Coldrerio | Coldrerio         | 2856                  | 2,46          | 5251   |
| Mendrisio | Mendrisio         | 15'068                | 31,77         | 5254   |

Durch die Eingemeindung von Ligornetto nach Mendrisio wurde mit Wirkung vom 14. April 2013 Ligornetto Teil des Kreises Mendrisio, dessen Gebiet dadurch um das Gebiet von Mendrisio erweitert wurde.